# Kegelvrucht (naaldboom)
Een kegelvrucht of zaadkegel is bij coniferen meestal een met schubben afgezette verhoutende vrouwelijke kegel of strobilus met zaadknoppen of zaden. Het gaat dus niet om een vrucht zoals die bij de bedektzadigen uit een vruchtbeginsel gevormd wordt.

## Voorkomen
De vruchtkegel van dennensoorten wordt dennenappel genoemd, ook wel "pijnappel" of "mastappel", "mastetoppe" (naar de vroegere naam van de grove den, mastboom of pijnboom) of "prop" in het West-Brabants dialect. Bij de den blijft de rijpe kegel intact. De zwaarste kegelvrucht wordt voortgebracht door de Pinus coulteri ((en)  Coulter Pine), een naaldboom die groeit in de bergen in de kustgebieden van Zuid-Californië en Neder-Californië. Ze kunnen tot 40 cm lang worden en 5 kilo wegen. Om die reden worden deze kegelvruchten ook wel 'widowmakers' genoemd. De langste kegel is die van de suikerden, die tot 45 cm lang kan worden. Een kegelvrucht heeft hygroscopische schubben: bij vochtig weer sluiten de schubben en bij droog weer openen ze. De zaden liggen open tussen de schubben in plaats van in een gesloten vrucht. Er zitten vliesjes aan de zaden van een den, zodat de zaden zich kunnen verplaatsen door middel van de wind. Een pijnboompit is het zaad van een den.
Bij de zilverspar (Abies) komen de zaden vrij doordat de kegel bij rijpheid uit elkaar valt en de spil op de tak blijft staan.
Bij de fijnspar (Picea) hangen de kegels.

Kegels
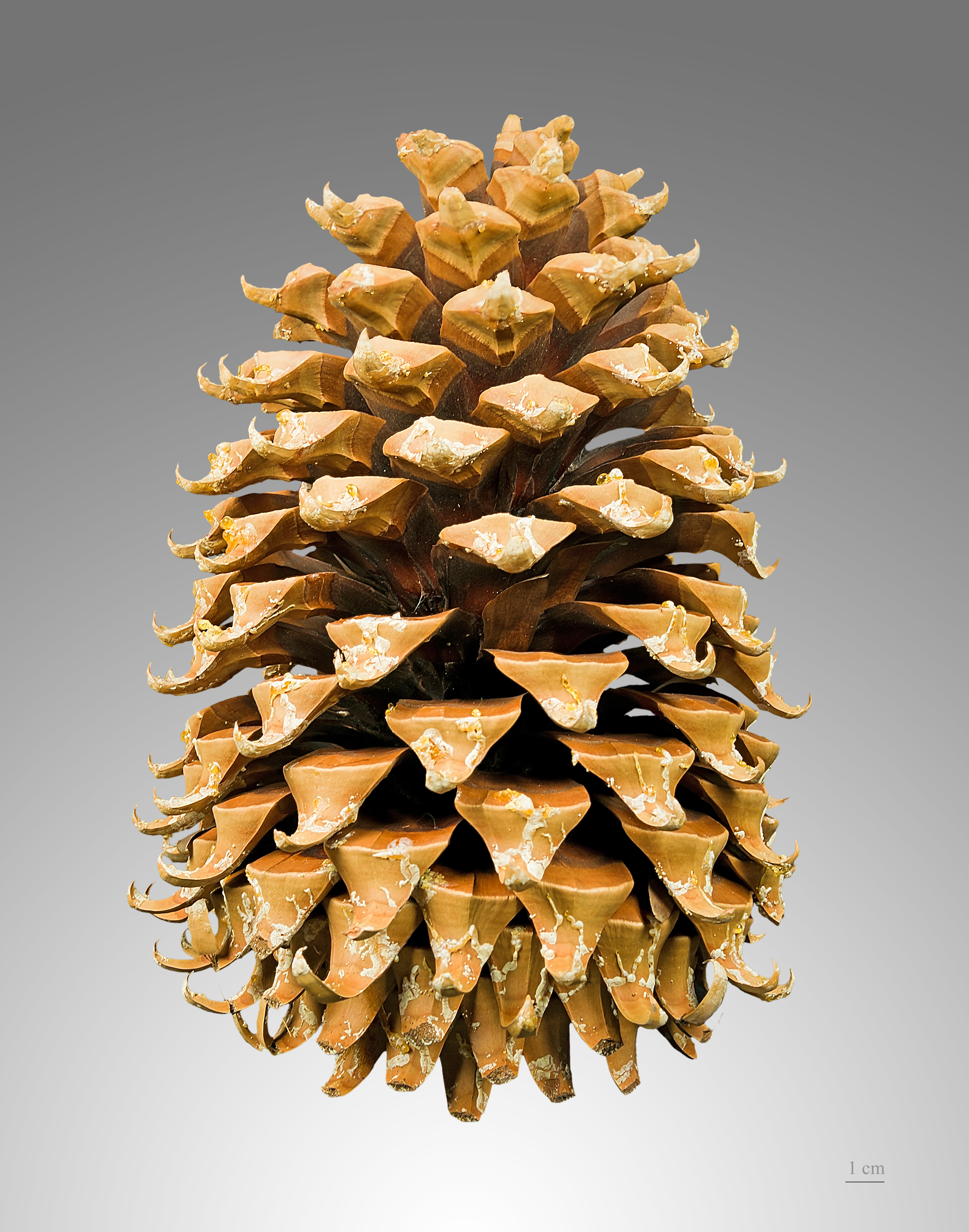
Kegelvrucht van Pinus coulteri
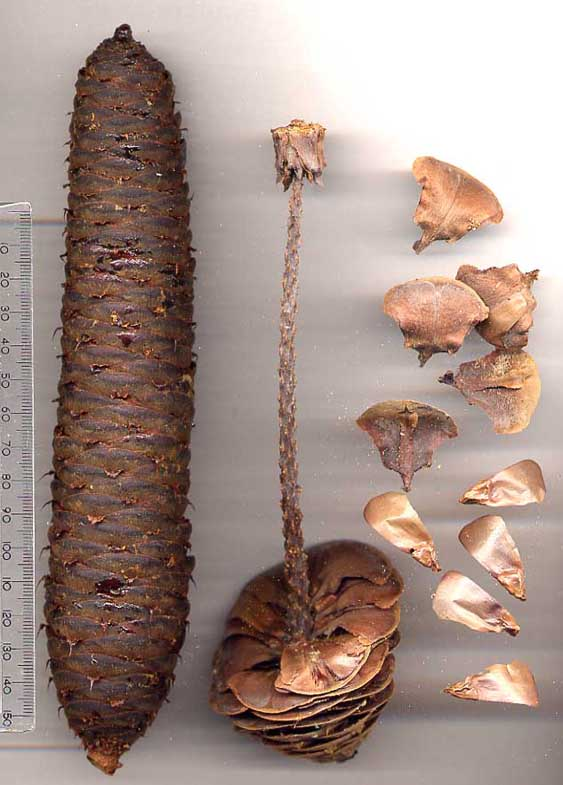
Abies borisii-regis kegel, schubben en zaden
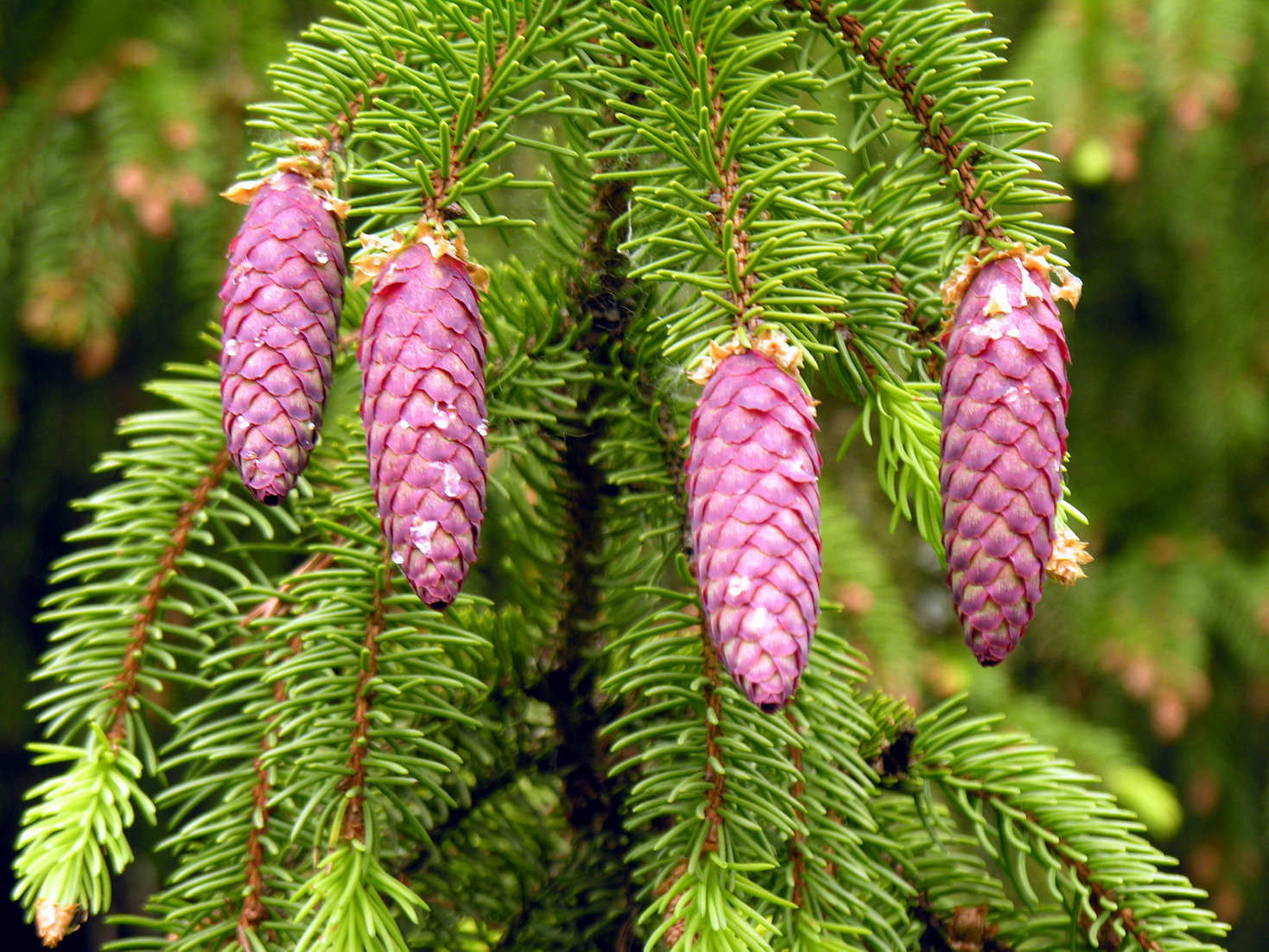
Fijnspar (Picea abies) kegels
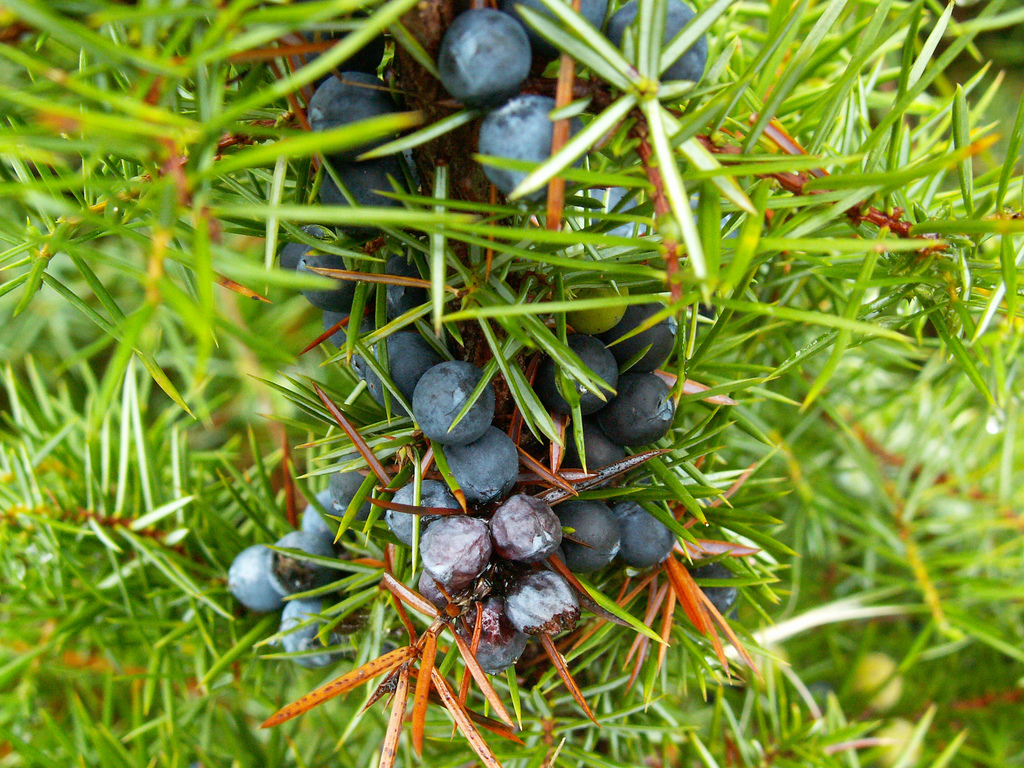
Juniperus communis, jeneverbessen
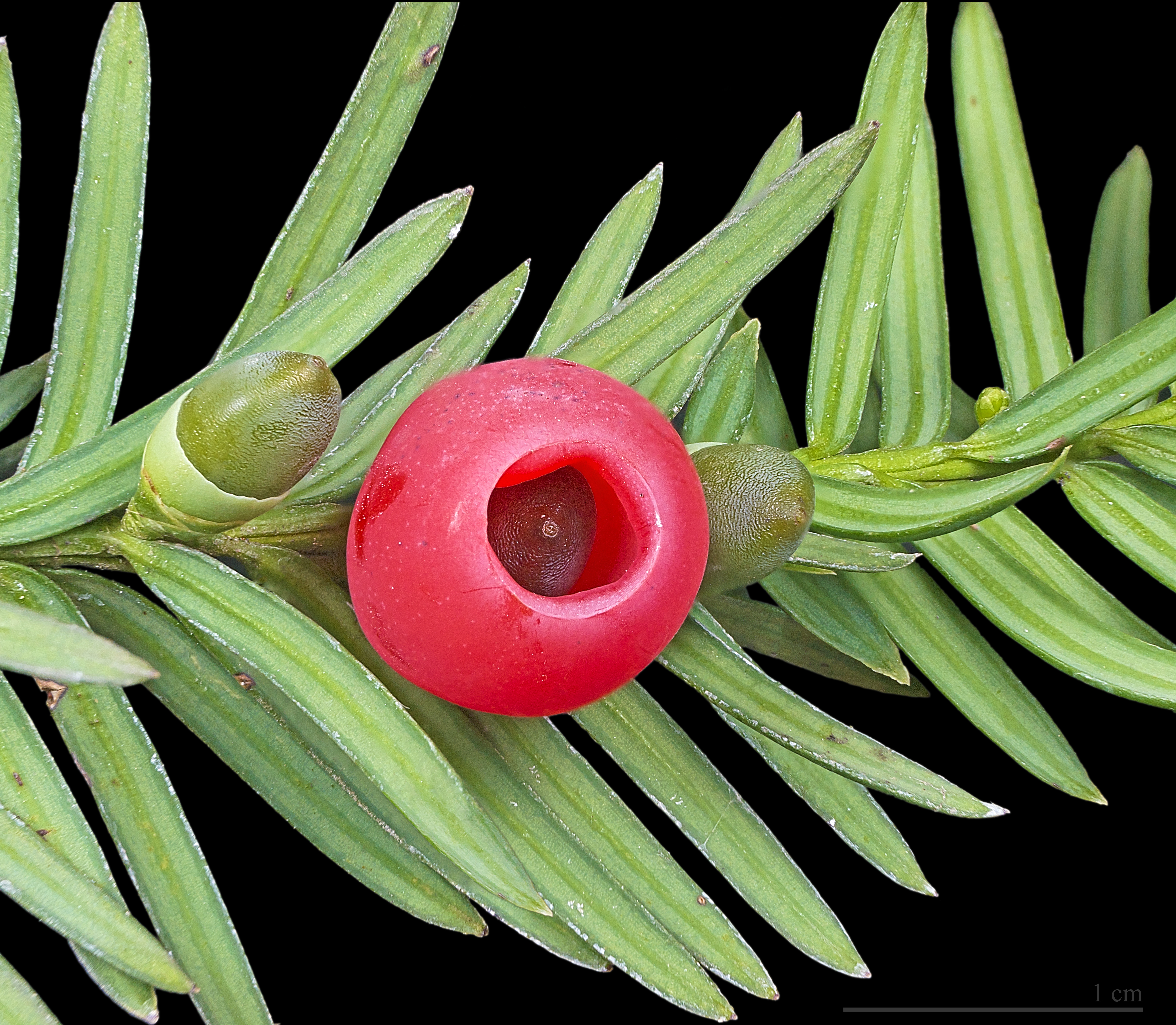
Taxus of venijnboom (Taxus baccata), onrijpe en rijpe bes

Bij Juniperus komen schijnbessen voor. Deze schijnbessen zijn in werkelijkheid kegelvruchten.
Bij uitzondering heeft een naaldboom bessen, onder andere de venijnboom (Taxus baccata), die rode bessen vormt. 